# Campionati mondiali di ginnastica ritmica 2009
I XXIX campionati mondiali di ginnastica ritmica si tennero a Ise, in Giappone, dal 7 al 13 settembre 2009.
Tutte le competizioni ebbero luogo nella locale Sun Arena.

## Podi
| Evento                        | Oro                                                                       | Perform. | Argento                                                          | Perform. | Bronzo                                                   | Perform. |
| Individuale                   |                                                                           |          |                                                                  |          |                                                          |          |
| Fune (dettagli)               | Evgenija Kanaeva                                                          | 28,350   | Dar'ja Kondakova                                                 | 27,825   | Hanna Bezsonova                                          | 27,575   |
| Cerchio (dettagli)            | Evgenija Kanaeva                                                          | 28,325   | Dar'ja Kondakova                                                 | 28,225   | Melicina Stanjuta                                        | 27,150   |
| Palla (dettagli)              | Evgenija Kanaeva                                                          | 28,575   | Aliya Garayeva                                                   | 27,375   | Hanna Bezsonova                                          | 27,250   |
| Nastro (dettagli)             | Evgenija Kanaeva                                                          | 28,000   | Hanna Bezsonova                                                  | 27,900   | Silvija Miteva                                           | 26,850   |
| Completo (dettagli)           | Evgenija Kanaeva                                                          | 113,850  | Dar'ja Kondakova                                                 | 113,250  | Hanna Bezsonova                                          | 110,375  |
| A squadre                     |                                                                           |          |                                                                  |          |                                                          |          |
| Cerchio (dettagli)            | Russia                                                                    | 27,700   | Italia                                                           | 27,275   | Bielorussia                                              | 27,225   |
| Fune e nastro (dettagli)      | Italia                                                                    | 26,650   | Bielorussia                                                      | 26,600   | Russia                                                   | 26,300   |
| Completo (dettagli)           | Italia                                                                    | 54,400   | Bielorussia                                                      | 54,200   | Russia                                                   | 51,350   |
| Concorso a squadre (dettagli) | Russia Evgenija Kanaeva Dar'ja Kondakova Dar'ja Dmitrieva Ol'ga Kapranova | 282,175  | Bielorussia Melicina Stanjuta Svetlana Rudalova Ljuboŭ Čarkašyna | 262,825  | Azerbaigian Zeynab Javadli Anna Gurbanova Aliya Garayeva | 258,525  |

## Medagliere
| Posizione | Paese       | Oro | Argento | Bronzo | Totale |
| --------- | ----------- | --- | ------- | ------ | ------ |
| 1         | Russia      | 7   | 3       | 2      | 12     |
| 2         | Italia      | 2   | 1       | 0      | 3      |
| 3         | Bielorussia | 0   | 3       | 2      | 5      |
| 4         | Ucraina     | 0   | 1       | 3      | 4      |
| 5         | Azerbaigian | 0   | 1       | 1      | 2      |
| 6         | Bulgaria    | 0   | 0       | 1      | 1      |
| Totale    | Totale      | 9   | 9       | 9      | 27     |